# Dickens Peak
Dickens Peak är en bergstopp i Antarktis. Den ligger i Västantarktis. Inget land gör anspråk på området. Toppen på Dickens Peak är 590 meter över havet.
Terrängen runt Dickens Peak är kuperad norrut, men söderut är den platt. Terrängen runt Dickens Peak sluttar norrut. Trakten är obefolkad. Det finns inga samhällen i närheten.